# Джордан Аю
Джо́рдан П'єр Аю́ (англ. Jordan Pierre Ayew; нар. 11 вересня 1991, Марсель, Франція) — ганський футболіст. Нападник збірної Гани та «Крістал Пелес».

## Досягнення
- Чемпіон Франції (1):

«Марсель»:  2009–10
- Володар Кубка французької ліги (3):

«Марсель»:  2009–10, 2010–11, 2011-12
- Володар Суперкубка Франції (2):

«Марсель»:  2010, 2011
- Срібний призер Кубка африканських націй: 2015